# Megathecla gigantea
Megathecla gigantea is een vlinder uit de familie van de Lycaenidae. De wetenschappelijke naam van de soort werd als Thecla gigantea in 1867 gepubliceerd door William Chapman Hewitson.